# اوه، اوه نه! (ترانه)
«اوه، اوه نه!» (انگلیسی: Oops, Oh No!) تک‌آهنگی از سرون خوانندۀ فرانسوی و لاتویا جکسون خوانندۀ آمریکایی است که در سال ۱۹۸۶ به‌عنوان تک‌آهنگ ۷ و ۱۲ اینچی منتشر شد. این آهنگ توسط تهیه‌کننده بریتانیایی سایمون هریس در سال ۱۹۸۶ ریمیکس شد.